# Skjold, Vestland
Skjold är en by i Øygardens kommun i Vestland fylke i västra Norge. Orten ligger vid änden av fylkesväg 561 på ön Alvøyna.
Byn har tidigare tillhört dåvarande Hjelme kommun i Hordaland fylke.